# Boeing 747-8
Боїнг 747-8 (англ. Boeing 747-8) є широкофюзеляжним реактивним авіалайнером, що розроблений фірмою Boeing. Перше повідомлення про початок розробки відбулося у 2005 р. Покоління 747-8 стало третім для серії Boeing 747 й отримало подовжений фюзеляж, допрацьовані крила та покращену продуктивність. 747-8 став найбільшим у серії 747, найбільшим комерційним авіалайнером в США та найдовшим пасажирським повітряним судном у світі.
747-8 пропонується у двох основних версіях: 747-8 Міжконтинентальний (Intercontinental) (747-8I) для пасажирів та 747-8 Вантажний (Freighter) (747-8F) для перевезення вантажів. Перший 747-8F здійснив свій політ 8 лютого 2010 р., 747-8I ― 20 березня 2011 р. Поставка першого вантажного літака відбулася в жовтні 2011, пасажирської моделі — у 2012. Станом на вересень 2016 року тверді замовлення на 747-8 загалом становили 124 одиниці: 74 ― вантажні, 50 ― пасажирські.

## Розробка

### Передумови
Boeing розглядав можливість запровадження місткіших версій 747 ще у 1990-х та у 2000-х роках. Моделі 747-500X та -600X, запропоновані у 1996 на авіашоу в Фарнборо, могли б подовжити крила 747-го та успадкувати крило від 777, однак така пропозиція не привернула необхідної уваги для початку розробки. У 2000 р. Boeing запропонував похідні моделі 747X та 747X Stretch (Подовжений) як альтернативу для Airbus A380. Даний проект був скромнішим за попередні −500X/600X. 747X мав збільшити розмах крил 747-го до 69,8 м шляхом додавання сегменту у даховій частині. Літак 747X потенційно міг перевезти 430 пасажирів на 16 100 км. 747X подовжений (Stretch) мав досягти 80 м в довжину і мати здатність перевезти 500 пасажирів на 14 400 км. Однак серія літаків 747X не змогла привабити інвесторів для початку конструювання. Деякі з ідей 747X були використані для 747-400ER.

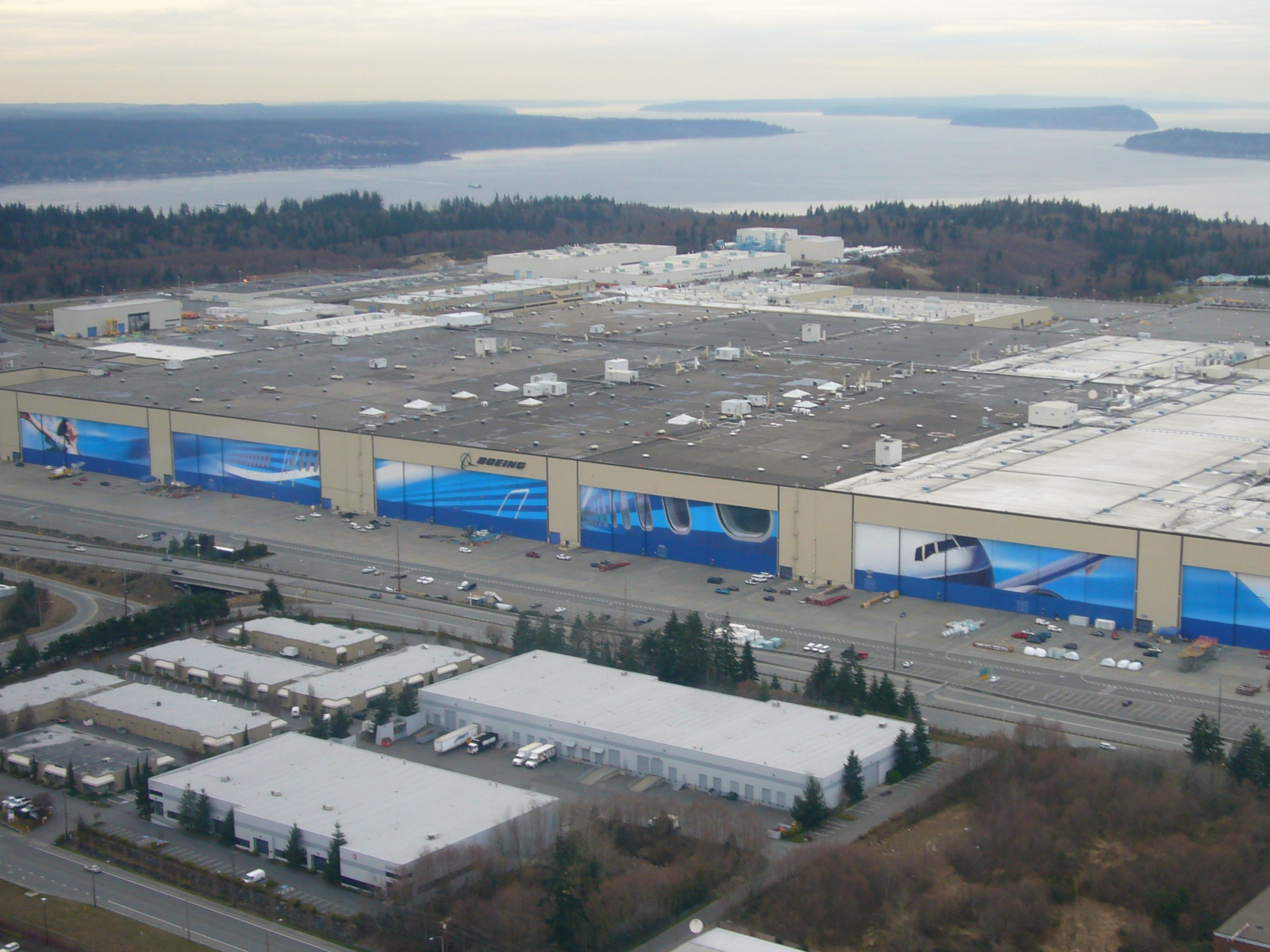
Фабрика Boeing Everett в Пейн Філд, засадничо збудована для програми 747, є майданчиком для збору 747-8.

Після розгляду програми 747Х Boeing продовжив вдосконалювати 747. Зокрема, 747-400XQLR (Тихий довголіт, Quiet Long Range) пропонував збільшену польотоздатність у 14 780 км, кращу паливну ощадність і зменшення шумів. Запроваджені зміни включали обтічні кінцівки крила, схожі до використаних у 767-400ER та зубоподібну форму обтікача мотогондоли від Chevron для зменшення шуму. І хоча 747-400XQLR у виробництво не пішов, багато його розробок були використані у 747 Провідний (Advanced).
На початку 2004 р. Boeing повідомив про остаточне затвердження попередніх планів стосовно 747 Провідний (Advanced). Подібно до 747X, подовжений 747 Advanced використовував технології від Boeing 787 Dreamliner для модернізації дизайну та всіх систем. 14 листопада 2005 р. Boeing оголосив, що запускає 747 Advanced як «Boeing 747-8».

### Спроба розробки
747-8 судилося стати першим подовженим 747, що дійшов до стадії виробництва. 747-8 і зменшений 747SP є єдиними модифікаціями 747-ї серії з фюзеляжем зміненої довжини. 747-8 мав використовувати ті самі двигуни та компоновку кабіни, що і Boeing 787, включаючи турбовентиляторні General Electric GEnx і частково систему цифрового управління fly-by-wire. Boeing повідомив, що нова конструкція буде тихішою, ощадливішою та екологічно сприятливішою, ніж попередні версії 747. Як спадкоємець поширеного 747–400, експлуатація 747-8 буде вигіднішою у зв'язку з подібністю тренажерної підготовки пілотів та взаємозамінністю агрегатів. Boeing підтвердив конфігурацію 747-8F у жовтні 2006 р.

### Випробування та сертифікація

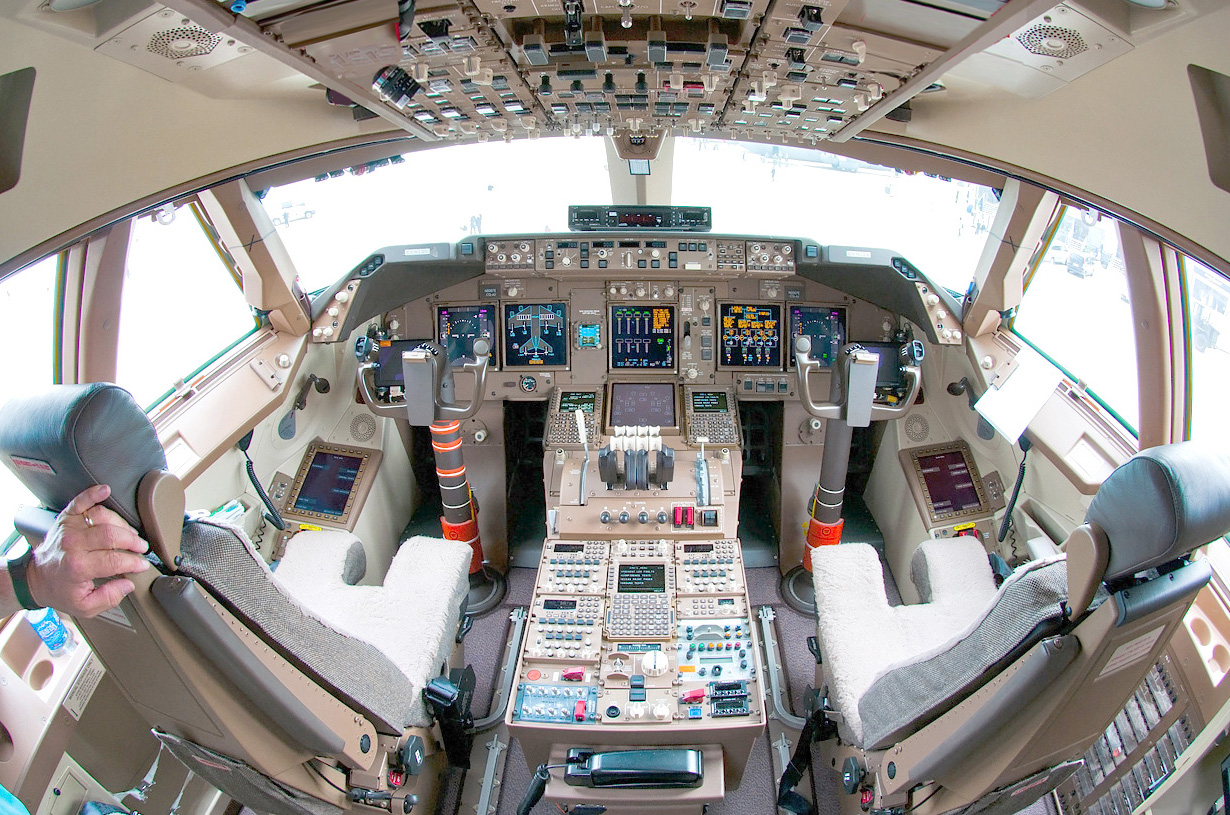
Кокпіт Boeing 747-8

Перший запуск двигунів 747-8-го було завершено у грудні 2009 р. Компанія повідомила, що нова модель успішно пройшла випробування зі швидкісного рулювання 7 лютого 2010 р. 8 лютого 2010 р., після 2,5 год затримки через негоду, 747-8 Вантажник виконав свій перший політ, злетівши з аеродрому Пейн Філд (Вашингтон) о 12:39 PST, і приземлився о 16:18 PST. Boeing оцінила, що для сертифікації 747-8 знадобляться понад 1600 літних годин. Другий випробувальний політ відбувся в кінці лютого 2010 р. Цей перегон в Grant County International Airport, Вашингтон було здійснено для перевірки нового навігаційного обладнання. Подальші тестові польоти проводились в Moses Lake, з метою підтвердження загальної польотоздатності та перевірки на аероеластичність (flutter), перш ніж модель буде доправлена в Палмдейл (Каліфорнія) для проходження решти основних перевірок, котрі потрібно було розвести в часі з тестами бортів 787 у Сіетлі.

### Введення в експлуатацію та подальший розвиток
10 квітня 2010 р. головний директор Boeing Джим МакНерні (Jim McNerney) повідомив, що компанія прискорить виробництво Boeing 747 та 777 для задоволення зростаючих вимог клієнтів.
Boeing передав перший 747-8F компанії Cargolux у м. Еверетт (Вашингтон) 12 жовтня 2011 р. Перший 747-8I було передано компанії Lufthansa 5 травня 2012 р., який почав використовуватись на маршруті з Франкфурта до Вашингтона 1 червня 2012 р.

#### Перспективи продажів
Недавній економічний спад у США, у поєднанні з ринковою нестабільністю в Європі та Азії, привів до зменшення потреб на повітряне вантажоперевезення, при тому що більша частка транспортування припадала на море. Світовий вантажний авіафлот у 2012 р. був меншим за аналогічний у 2003 р. Однак співвідношення на користь надвеликих вантажників у світі зросло, в зв'язку з чим перевага Boeing серед великих, паливоощадних вантажних літаків надала можливість компанії захистити свою долю на ринку та ствердити позиції 747-8, незважаючи на ринкові труднощі.
Потреба стосувалась головним чином 747-8F, на який припало більшість всіх замовлень. Великий об'єм 747-8 був перевагою в першу чергу для вантажної версії, але не для пасажирської. Більше того, вантажник у своєму класі не мав прямого конкурента. Розробку потенційного конкурента Airbus A380F було скасовано, а порівняно з Ан-124/225 Боїнг є ефективнішим за витратою палива та дальністю доставок при перевезенні стандартних вантажів.

## Технічні дані
|                                                | 747-8I                                                                         | 747-8F                                                                 |
| ---------------------------------------------- | ------------------------------------------------------------------------------ | ---------------------------------------------------------------------- |
| Екіпаж кабіни                                  | Двоє                                                                           | Двоє                                                                   |
| Пасажирських місць                             | 605 (макс) 410 (3 класи)                                                       | Відсутні                                                               |
| Загальна довжина                               | 76,3 м                                                                         | 76,3 м                                                                 |
| Розмах крил                                    | 68,5 м                                                                         | 68,5 м                                                                 |
| Площа крил                                     | 554 м2                                                                         | 554 м2                                                                 |
| Кут геометрії крила                            | 37,5°                                                                          | 37,5°                                                                  |
| kо подовженості крила                          | 8,47                                                                           | 8,47                                                                   |
| Висота                                         | 19,4 м                                                                         | 19,4 м                                                                 |
| Ширина кабіни                                  | 6,13 м                                                                         | 6,13 м                                                                 |
| Порожня маса                                   | 213 т                                                                          | 213 т                                                                  |
| Максимальна злітна маса                        | 448 т                                                                          | 448 т                                                                  |
| Макс. посадкова маса                           | 312 т                                                                          | 343 т                                                                  |
| Макс. нуль-паливна маса                        | 295 т                                                                          | 330 т                                                                  |
| Макс. завантаження                             | 76,7 т                                                                         | 134 т                                                                  |
| Макс. об'єм палива                             | 239 000 л                                                                      | 228 000 л                                                              |
| Крейсерська швидкість на 35 000 фут (10 700 м) | Mach 0,855 (570 миля/год (917 км/год; 495 вуз))                                | Mach 0,845 (564 миля/год (908 км/год; 490 вуз))                        |
| Максимальна рекомендована швидкість            | Mach 0,90                                                                      | Mach 0,90                                                              |
| Дальність                                      | 7 730 морська миля (8 900 миля; 14 300 км) при МЗМ з 410 пасажирами і вантажем | 4 390 морська миля (5 050 миля; 8 130 км) з макс завантаженням (134 т) |
| Об'єм для вантажу                              | 162 м3                                                                         | 855 м3                                                                 |
| Робоча стеля                                   | 43 100 фут (13 100 м)                                                          | 43 100 фут (13 100 м)                                                  |
| Двигуни (4×)                                   | GEnx-2B67                                                                      | GEnx-2B67                                                              |
| Тяга (4×)                                      | 66 500 фунтс (296 кН)                                                          | 66 500 фунтс (296 кН)                                                  |

Порівняння 4 найбільших літаків:
Hughes H-4 Hercules
Ан-225 «Мрія»
Airbus A380
Boeing 747-8

Джерела: Boeing specification page, airport report